# Love, Again
「Love, Again」（ラブ アゲイン）は、日本のボーカルグループ10,000 Promises.の5枚目のシングルである。2005年10月5日発売。発売元はエスエムイーレコーズ。

## 概要
- ラストシングル。
- sonaとの競作。

## 収録曲
1. Love,Again[4:28]
作詞・作曲：井手コウジ／編曲：鈴木雅也
2. Do you believe in love[3:43]
作詞・作曲：LANGE ROBERT JOHN／編曲：Seiji Morita・山原一浩
3. Broken Man[4:08]
作詞・作曲：オクジマタケシ／編曲：吉澤瑛師（Scudelia Electro）
4. ウェルマー[4:15]
作詞：木村祥三・Satoshi Watanabe／作曲：木村祥三／編曲：木村祥三・Seiji Morita

## 収録アルバム
- ベスト『KI・SE・KI Vol.1～internal～』（2005年10月19日）

## タイアップ
- Love,Again：MBS・TBS系ドラマ30『ヤ・ク・ソ・ク』2nd Half（male）主題歌